# Garrigues (Hiszpania)
Garrigues,  Les Garrigues – comarca (powiat) w zachodniej Katalonii w Hiszpanii. Siedzibą jest Borjas Blancas (Les Borges Blanques). Zajmuje powierzchnię 791,6 km² i liczy 19 974 mieszkańców. Leży w prowincji Lleida.

## Gminy
- L’Albagés
- L’Albi
- Arbeca
- Bellaguarda
- Les Borges Blanques
- Bovera
- Castelldans
- Cervià de les Garrigues
- El Cogul
- L'Espluga Calba
- La Floresta
- Fulleda
- La Granadella
- Granyena de les Garrigues
- Juncosa
- Juneda
- Els Omellons
- La Pobla de Cérvoles
- Puiggròs
- El Soleràs
- Tarrés
- Els Torms
- El Vilosell
- Vinaixa